# Битва біля Маренго (1800)
Битва при Маренго (фр. bataille de Marengo) — фінальна битва Другої італійської кампанії Бонапарта 1800 року, яка відбулася 14 червня між Австрією і Францією і за підсумками якої австрійська армія в Італії змушена була капітулювати й залишити Італію.

## Передісторія битви
25 грудня 1799 року Наполеон Бонапарт, який незадовго до цього став першим консулом Франції, звернувся до англійського й австрійського монархів з публічними листами, в яких закликав їх відмовитися від війни, щоб уникнути кровопролиття. Проте союзники не погодилися. Наполеон зрозумів, що війни не уникнути. Він звернувся до громадян Франції і викликав справжній патріотичний підйом. У розпорядження Наполеона було передано 200 000 рекрутів. Крім того, під його прапори були покликані ще 30 000 ветеранів.
Зосередивши значні сили у Бельгії й Німеччині, Наполеон вирішив вдатися до нового італійського походу військами, що залишилися в його розпорядженні. Вміло маневруючи, вводячи в оману супротивника і проходячи через вузькі альпійські перевали, Наполеон вийшов австрійцям в тил. 2 червня 1800 року Наполеон вступив у Мілан, потім у Павію, Брешію, Кремону та інші міста.
Проте відтак Наполеон скоїв помилку: згораючи від нетерпіння досягти, після 6-місячних трудів, остаточного результату і вступити в бій, він залишив 12 червня чудову позицію біля Страделли, яка до того ж максимально відповідала його складу армії (недостатня кількість кінноти та артилерії) і подався розшукувати ворога; того дня він дібрався Вогери. 13 червня, залишивши частину військ для облоги Тортони, він перейшов річку Скривія. Погано здійснена розвідка призвела до сумніву, чи не пішла австрійська армія на Геную або до верхнього По, з метою прокласти собі шлях лівим берегом; між іншим, у той час австрійці стояли за річкою Бормідою. Бонапарт, залишивши під Маренго тільки частину військ, мав намір з рештою піти через річку Скривія, але цьому завадив розлив річки.

## Розташування військ
Напередодні битви, у ніч на 14 червня, французька армія була вкрай розкидана: Віктор — під Маренго, Ланн і Мюрат — під Сан-Джуліано, Дезе — під Рівальтою, Моньє — під Торрою-ді-Гарафолло. Наступного дня вся австрійська армія перейшла Борміду і несподівано атакувала французів; Мелас зібрав військову раду, на якій було вирішено вступити в бій на знаменитій Маренгзькій рівнині, яка чи не найбільше відповідала складу австрійської армії (численна і чудова кіннота та артилерія).

## Хід битви

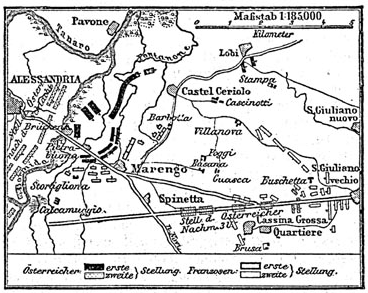

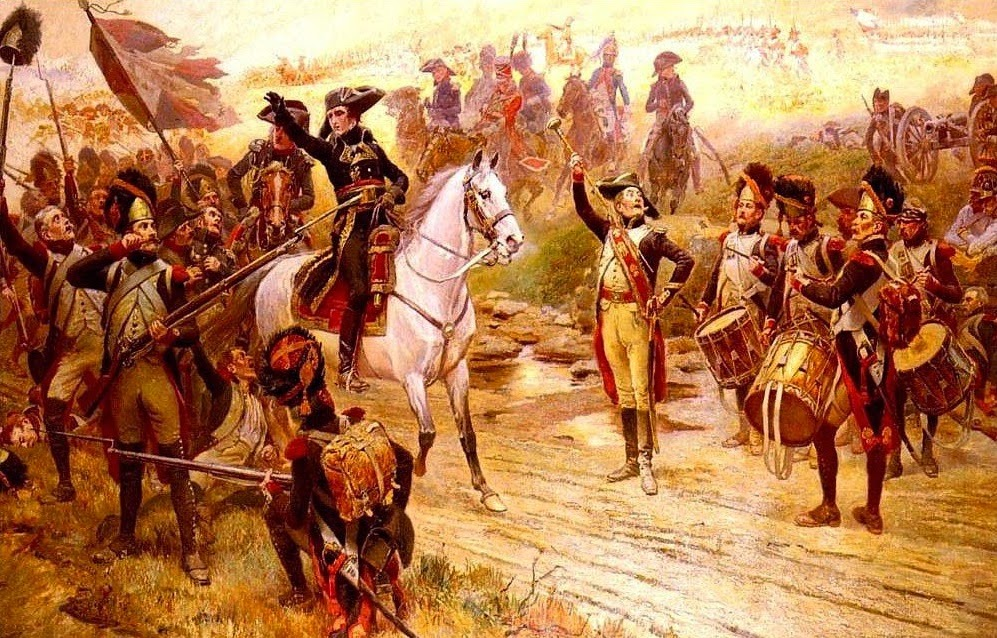
Худ. А. Лалоз. Гвардія Наполеона в битві під Маренго

На світанку 14 червня 40 тисяч австріяків з численною артилерією переправилися по 2 мостах через річку Борміду й енергійно атакували французів (15-16 тисяч), які стояли відкрито і мали тільки на лівому фланзі опорний пункт, північніше Маренго, прикритий глибоким болотистим струмком. Австрійці переправлялися: Отт — на лівому крилі в напрямку на Кастель-Черіоле, по дорозі до Сале; в центрі — Гаддік, а за ним Мелас на Педрабону (Пієтрабону) і Маренго; на правому крилі — О'Рель по дорозі на Тортону.
Французи були розташовані: попереду корпус Віктора — дивізія Гардона — біля Педрабони, дивізія Шамберлака — у Маренго; на правому крилі — кавалерійська бригада Шампо, на лівому — Келлерман; Лан уступом назад у Форначе становив резерв за правим флангом; Дезе з дивізією Буде йшов до Нові для приєднання до армії, а інша його дивізія (Моньє) рухалася від Сан-Джуліано на Кастель-Черіоле; гвардія стояла біля Бурани.
Вранці 14 червня Бонапарт дізнався, що австрійська армія переправилася через річку Борміду і йде на Маренго. Він поспішив з невеликими резервами на поле битви, де билася його армія. Австрійці завдали серйозного удару по французах.
Корпус генерала Віктора завзято відбивав атаки австрійців, які намагалися перебратися через струмок Фантононе. Генерал Отт, війська якого були на лівому фланзі, спробував обійти французів. Його солдати під картечним вогнем навели мости і форсували струмок. Французи стійко оборонялися проти переважаючих сил, але вже знемагали, коли близько 10-ї ранку прибув з Гафаролло Бонапарт з дивізією Моньє й консульською гвардією. З метою надати міцної основи своєму правому флангу, Бонапарт побудував зі своєї гвардії каре, котре стримувало атаки австрійської кінноти, й рушив дивізію Моньє до Кастель-Черіоле. Бій закипів з новою силою вздовж усієї лінії. Правий фланг армії Наполеона подався і змушений був почати відступ. Мелас, напружуючи останні зусилля, опанував Маренго.
Лівий фланг (Віктор і Ланн) остаточно розладнався, усі спроби зайняти Кастель-Черіоле руйнувалися; австрійці (36 тисяч, 200 гармат) обійшли обидва крила французів; тільки правий фланг повільно відступав під натиском. Наполеон ввів останні резерви, але це не виправило становище. Тоді Наполеон кинув у бій 800 гренадерів Консульської гвардії. Але й вони вже не могли врятувати становище французької армії. Біля другої години дня французи почали відходити під прикриттям корпусу Ланна і гренадерів. За три години Ланн пройшов 4 км. Неодноразово він зупинявся і під картечним вогнем кидав у штикову атаку своїх солдатів. 24 австрійських гармати в упор розстрілювали французькі каре. Ядра, рикошетячи від землі, пробивали цілі коридори в щільних побудовах французів, куди стрімко кидалися австрійські вершники. Але французькі солдати ще тісніше об'єднували свої ряди. Однак навіть така відвага не допомагала: французи продовжували відступати під натиском ворога.
Опівдні Мелас, будучи легко поранений і впевнений у перемозі, поїхав до Алессандрії, доручивши генералу Цаху переслідувати французів. Цах склав авангард (2 піхотних полки з частиною гренадерів), а іншим військам наказав згортатися в похідні колони; вони призупинилися і значно відстали від авангарду. До трьох годин дня французька армія, переслідувана австрійцями, відступала по всьому фронту. По суті справи, Наполеон програв битву.
Генерал Дезе, котрий раніше наступав з другою дивізією свого корпусу в напрямку до міста Нові, пішов за власної ініціативи на постріли до Маренго і вийшов у Сан-Джуліано близько третьої години дня. Відтак він розгорнув дивізію генерала Буде попереду Сан-Джуліано, приховавши її від ворога складкою місцевості. Залишки французької армії, що тоді відступали, прилаштувалися до нього на флангах: ліворуч Віктор, праворуч Ланн, гвардія і Моньє, займаючи фронт від Сан-Джуліано у напрямку на Кастель-Черіоле; позаду й лівіше від Ланна стала кіннота Келлермана і Шампо.
Австрійці безтурботно переслідували французів, майже згорнувшись у похідні колони. Як тільки голова колони Цаха наблизилася, Мармон висунув уперед батарею з дванадцяти гармат і приголомшив австрійців несподіваним картечним вогнем. Дезе кинувся вперед з піхотою і перекинув голову колони, причому сам був убитий в перші хвилини бою. Австрійські гренадери наполегливо чинили опір, але в цей час Келлерман налетів на них зі своєю важкою кіннотою й атакував у фланг, одночасно з піхотою, котра ударила їх з фронту. Гренадери, розділені на 2 частини, були відкинуті. В рядах австрійців почалася паніка і до 17 години військо в паніці кинулося до річки Борміди. У тисняві австрійцям насилу вдалося перебратися на інший берег річки і врятуватися втечею. Близько 2 тисяч осіб з генералом Цахом здалися в полон.
Потім Келлерман атакував австрійську кінноту і перекинув її догори дриґом; вся французька лінія кинулася вперед і погнала у великому безладді австрійців, і тільки мужня оборона хорватів О'Рельї у передмостовому укріпленні врятувала залишки австрійців від абсолютного знищення. У битві австрійці втратили 8 тисяч убитими й пораненими, 4 тисячі полоненими і 30 гармат; французи — 7 тисяч убитими й пораненими.

## Підсумок
Наступного дня, 15 червня, Мелас послав у штаб Наполеона парламентерів із пропозицією перемир'я. Наполеон погодився не перешкоджати відступу австрійців з Північної Італії. Мелас підписав Олександрійську конвенцію, за якою йому надавалася змога відправитися в Австрію, причому він здав французам Ломбардію, П'ємонт і Геную з усіма фортецями.
Наполеон згодом дуже пишався своєю перемогою під Маренго, ставлячи її в один ряд з Аустерліцем і Єною. Проте вирішальну роль у битві відіграв генерал Луї Дезе. Двічі соратники Наполеона бачили сльози на очах імператора: вперше — коли йому повідомили про загибель Дезе і вдруге, дев'ятьма роками пізніше, коли ядром відірвало ноги маршалові Лану. Ввечері 14 червня 1800 року Наполеон вигукнув: «Яким би гарним був цей день, якби сьогодні я міг обійняти Дезе!»
Розглядаючи цей бій, важко відшукати подію у військовій історії, яка була б настільки багатою на різного роду несподіванки, як битва під Маренго: несподіване зіткнення, внаслідок погано проведеної розвідки; несподіваний розлив річки Скривія, яка завадила Бонапарту повернутися на позицію біля Страделли; нарешті, несподіване прибуття Дезе. Хоч би якою гарною була ця операція в стратегічному плані, але вона не принесла жодної користі загальному стану справ. Після перемоги під Маренго війна тривала до початку грудня, коли битва під Гоенлінденом — на головному театрі військових дій — остаточно не визначила кінець війни.

## Мистецтво

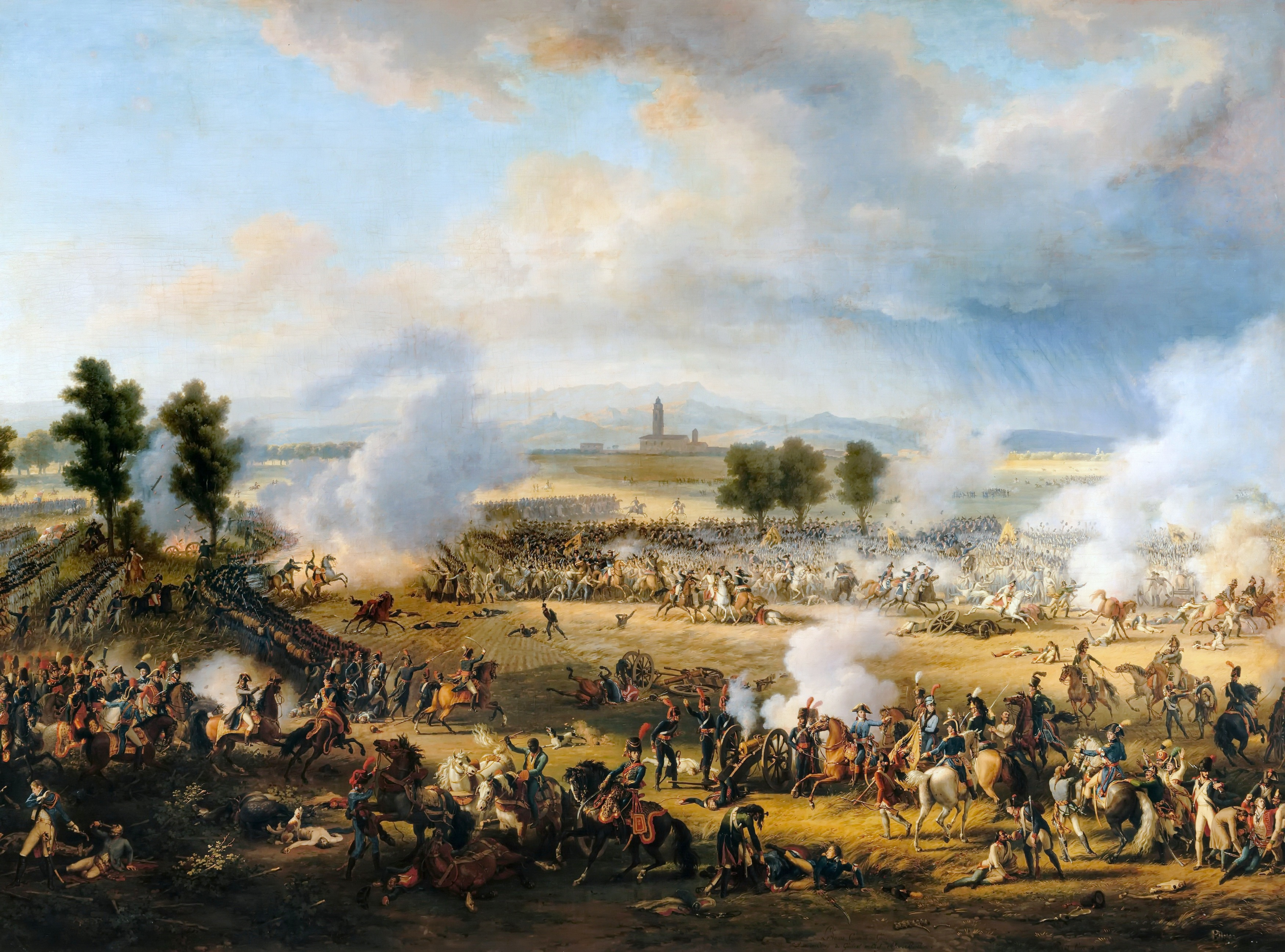
Битва під Маренго 14 червня 1800 р. (Луї-Франсуа Лежен)
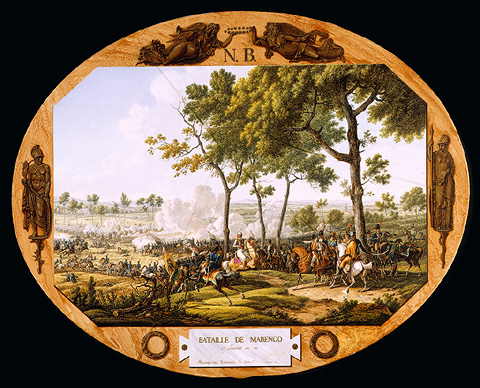
Картина на порцеляні «Битва під Маренго» (Жак-Франсуа Свебах)

## Цікаві факти
Після битви словом «маренго» стали називати сіру або чорну тканину з вкрапленнями білої або сірої нитки (що характерно для домотканої матерії). Такий колір асоціювався із сірим сукном шинелі Бонапарта і ненадовго увійшов у моду.
На честь перемоги французького війська на чолі з Наполеоном названо страву з курки — Курча Маренго.